# Денисовський Микола Федорович
Микола Федорович Денисовський (рос. Николай Фёдорович Денисовский; нар. 25 лютого 1901, Москва — пом. 25 травня 1981, Москва) — російський радянський художник і педагог; член Спілки художників СРСР. Заслужений художник РРФСР з 1962 року.

## Біографія
Народився 12 [25] лютого 1901 року у місті Москві (нині Росія). Син графіка Федора Денисовського. Упродовж 1911—1917 років навчався у Строганівському училищі у Станіслава Ноаковського, Дмитра Щербіновського; у 1917—1919 роках — у Державних вільних художніх майстернях у театрально-декораційній майстерні Георгія Якулова.
Відразу після закінчення художніх майстерень працював секретарем відділу художньої освіти Народного комісаріату просвіти РРФСР у Давида Штеренберга. У 1919—1920 роках був одним із організаторів «Вікон РОСТА». За пропозицією Народного комісаріату просвіти разом з іншими одинадцятьма першими випускниками художніх майстерень у 1920—1921 роках організував Товариство молодих художників.
У 1922—1924 роках відряджений Народним комісаріатом просвіти в Берлін і Амстердам як секретар Першої російської художньої виставки. У 1925—1929 роках — один із організаторів і член Товарства станковістів. Одночасно у 1928—1930 роках викладав у Вищому художньо-технічному інституті у Ленінграді. У 1931 році став членом-засновником Об'єднання працівників революційного плакату. Протягом 1931—1935 років працював художником у видавництві «Изобразительное искусство» та у Всекохудожнику у Москві. У 1935—1938 роках викладав у Інституті підвищення кваліфікації при Московському художньому інституті імені Василя Сурикова.
У роки німецько-радянської війни був одним із організаторів та керівників «Вікон ТАРС». У 1947—1949 роках знову працював у Всекохудожнику. У 1949—1952 роках викладав у Московському інституті ужиткового і декоративного мистецтва (завідував кафедрою); у 1952—1954 роках — у Ленінградському вищому художньо-промисловлму училищі (обіймав посаду декана живописного факультету); у 1955—1956 роках — у Московському вищому художньо-промисловому училищі. З 1956 року — художник творчого об'єднання «Агітплакат». Помер в Москві 25 травня 1981 року.

## Творчість
Працював як сценограф, а також у галюзях станкового живопису (писав тематичні картини, портрети, пейзажі), і графіки (створював плакати, малював карикатури, ілюстрував журнали).
У 1917 році під керівництвом Георгія Якулова брав участь у розписі кафе «Піттореск» на Кузнецькому мосту в Москві. Ще під час навчання спробував свої сили як художник-оформлювач у Камерному театрі, у Вільній опері Сергія Зиміна (з 1914 року). У 1918 році брав участь в оформленні Москви до святкування 1 Травня. У 1918—1928 роках разом з іншими учнями Георгія Якулова працював над декораціями та ескізами костюмів до вистав «Цар Едіп» (премія Театрального відділу Наркомпросу), «Міра за міру», «Червоний півень», «Принцеса Брамбілла», «Жирофле-Жирофля», «Сеньйора Форміка», «Колла ді Рієнца» для Показового та Камерного театрів.
Оформив вистави у Москві: «Крадійка дітей» Адольфа д'Еннері (1920, майстерня Миколи Фореггера), «Диплом» Олександри Бруштейн і Бориса Зона (1933, Малий театр).
У Товаристві молодих художників робив трафарети для «Вікон РОСТУ», розписував агітпоїзди, створював плакати. У 1920-х роках співпрацював з московськими сатиричними журналами «Червоний перець» (1923—1926), «Крокодил» (1924—1927), «Смехач» (1927—1928) та ленінградськими «Бузотер» (1925—1928), «Бегемот» (1927) та іншими.
У 1925 році написав серію картин «Міщани на курорті». Для виставки художніх творів до десятирічного ювілею Жовтневої революції, що відкрилася у січні 1928 року в Москві, створив полотно «Перше засідання Раднаркому». Наприкінці 1920-х років — на початку 1930-х років їздив у творчі відрядження на шахти Донбасу (1929), заводи Керчі (1930), золоті копальні Далекого Сходу (1930), у частини Червоної армії (1931) і за результатами цих відряджень створив кілька графічних циклів («У Донбасі» та «На Керченському металургійному заводі», обидва — 1929) і книг-альбомів («Товариш Артем», 1930; «Золото», з власним текстом, 1931; «Вугілля, чавун, сталь», 1932). За мотивами графічних серій на початку 1930-х створював живописні твори на виробничі теми: «Шахтарі», «Паровий молот», «Вихід чавуну» та інші. Серед інших тематичних картин:
- «Куркуль» (1925);
- «День відпочинку» (1926);
- «Сталеливарний завод» (1929—1930, Третьяковська галерея);
- «Перерване засідання соціалдемократів» (1931, Третьяковська галерея);
- «Наркомвоєнмор Климент Ворошилов на параді» (1933);
- «Прийом французького посла Альфоні у Великому Кремлівському палаці» (1936);
- «Вручення ордена Леніна товаришу Серго Орджонікідзе на засіданні Президії ЦВК СРСР» (1937);
- «1905 рік на транспорті» (1939, Державний центральний музей сучасної історії Росії);
- «Ленін у Смольному» (1939);
- «Климент Ворошилов і Семен Будьонний на Манежі серед художників» (1940);
- «Маршал Радянського Союзу Семен Будьонний і генерал-майор Петро Зеленський» (1947, Сергієво-Посадський державний історико-мистецький музей-заповідник);
- «Пушкін на берегу Неви» (1949, Всеросійський музей Олександра Пушкіна).

У 1929—1930 роках разом із Володимиром Маяковським створив серію малюнків до плакатів Народного комісаріату охорони здоров'я. Ілюстрував книги для Держвидаву та інших видавництв, зокрема «Гусиний крок» Ептона Сінклера (1924), «9 січня» Максима Горького (у збірці «9 січня», 1930), «Зірочки в лісі» Агнії Барто (1934) та інші. Багато працював над ілюстраціями до віршів Володимира Маяковського: «Що таке добре і що таке погано»? (1925), «Лівий марш», «Товаришу друкарці», «Фабрика оптимістів» та інші. У 1930 році оформляв квартиру Володимира Маяковського у Гендриковому провулку до відзначення 20-річчя творчої діяльності поета.
Написав портрети Георгія Чичеріна (1927, Державний центральний музей сучасної історії Росії), Георгія Якулова (1927—1928, Третьяковська галерея), батька Федора Денисовського (1936 і 1940, олія; 1936—1937, туш, перо), Володимира Маяковського (1950), Володимира Матковського (1956), Миколи Соболєва (1957). Писав портрети радянських лідерів: Семена Будьоннова, Климента Ворошилова, Йосипа Сталіна, Михайла Калініна (1937) та багатьох інших.
Під час німецько-радянської війни у «Вікнах ТАРС» створив багато яскравих виразних плакатів, зокрема:
- «Хай живе наша славна Батьківщина, її свобода і незалежність!» (1942);
- «Іде Гітлер позаду, дві собачки попереду» (1942);
- «Як вдарила ворога наша російська дуга» (1943, № 788);
- «Нехай осінить нас переможний прапор Великого Леніна» (1944);
- «Наш тисячний удар» (1944, № 1000);
- «Перемога!» (1945, № 1243—1244).

Працюючи в «Агітплакаті» виконував плакати присвячені темам внутрішньої та зовнішньої політики, зокрема:
- «Усі прапори в гості будуть до нас» (1957);
- «Об'єднаємо зусилля наші, хуліган не буде страшний» (1957);
- «Стара, але грізна зброя» (1957);
- «Шуруп-мандрівник» (1959);
- «Хіросіма. Пам'ятаємо!» (1962);
- «Ленін живий» (1965);
- «З в'єтнамської землі агресора вон!» (1966);
- «Напередодні Жовтневої бурі» (1968);
- «Ленін у Москві» (1969);
- «Економічна допомога соратникам» (1970);
- «Зміцнюємо оборону, свято Батьківщину люблячи… Хто посміє нас торкнутися — нехай нарікає на себе!» (1974).

Автор пейзажів: «Чехословаччина» (1958), «Підмосков'я» (1966—1968), «Можайськ. Верея» (1968—1970), «Прибалтика» (1970).
Автор статей з образотворчого мистецтва, спогадів, зокрема:
- «Лучший памяткик» / «Советское искусство». 23 лютого 1937;
- «Встречи с Маяковским» / «Искусство». 1940, № 3.

Укладач збіки «Вікна ТАРС 1941—1945» (Москва, 1970).

### Виставки
Протягом 1919—1922 років брав участь у всіх виставках Товариства молодих художників. Взяв участь у другій, третій і четвертій виставках Товариства станковістів. Брав участь у виставках:
- VII Виставка групи «Ларіння» («Павук») (1925, Париж);
- «Російський малюнок за десять років Жовтневої революції» (1927, Москва);
- виставка придбань Державної Комісії з придбання творів образотворчих мистецтв за 1927—1928 роки (1928, Москва);
- Четверта виставка картин сучасних російських художників (1928, Феодосія);
- Сучасне книжкове мистецтво на Міжнародній виставці преси (1928, Кельн);
- виставка німецьких художників (1928, Берлін);
- «Графіка та книжкове мистецтво в СРСР» (1929, Амстердам);
- виставка російської графіки (1929, Рига);
- Художньо-кустарна виставка СРСР (1929, Нью-Йорк, Філадельфія, Бостон, Детройт);
- виставка російського мистецтва (1929, Вінтертур, Швейцарія);
- виставка придбань Державної Комісії з придбанням творів образотворчих мистецтв за 1928—1929 роки (1930, Москва);
- виставка творів революційної та радянської тематики (1930, Москва);
- «Соціалістичне будівництво у радянському мистецтві» (1930, Москва);
- «Сучасне російське мистецтво» (1930, Відень);
- виставка радянського мистецтва (1930, Берлін);
- Перша виставка образотворчого мистецтва СРСР (1930, Стокгольм, Осло, Берлін);
- виставка звітних робіт художників, відряджених у райони індустріального та колгоспного будівництва (1931, Москва);
- «Антиімперіалістична виставка, присвячена Міжнародному Червоному дню» (1931, Москва);
- міжнародна виставка «Мистецтво книги» (1931, Париж; 1932, Ліон);
- виставка радянської графіки, книги, плаката, фото та художньої промисловості (1931, Йоганнесбург);
- виставка робіт художників, відряджених у райони індустріального та колгоспного будівництва (1932, Москва);
- ювілейна виставка «Художники РРФСР за XV років» (1932, Ленінград);
- виставка радянського мистецтва (1932, Кенігсберг);
- виставка з охорони здоров'я (1932, Лос-Анджелес);
- друга виставка радянської графіки, книги, плаката, фотографії та художньої промисловості (1932—1933, Йоганнесбург);
- художня років «15 років РСЧА» (1935, Харків);
- художня виставка «Індустрія соціалізму» (1939, Москва);
- виставка графіки на теми історії ВКП(б) (1940, Москва);
- виставка найкращих творів радянських художників (1941, Москва);
- всесоюзні художні виставки 1947 і 1950 (обидві — Москва);
- художня виставка, присвячена 40-річчю Великої Жовтневої соціалістичної революції (1957—1958, Москва).

Персональні виставки відбулися у Москві у 1956, 1961 роках.
Крім вище згаданих музеїв, окремі твори художника знаходяться у Пермській художній галереї, Челябінському музеї образотворчих мистецтв та інших збірках.